# مومشيلو كراجيشنيك
مومسيلو كراييشنيك (بالصربية: Момчило Крајишник) (20 يناير 1945 - 15 سبتمبر 2020) كان زعيم سياسي لصرب البوسنة والهرسك شارك مع رادوفان كاراديتش في تأسيس الحزب الديمقراطي الصربي لقوميي صرب البوسنة والهرسك. بين عامي 1990 و1992 كان رئيس مجلس الشعب لجمهورية صرب البوسنة. بين يونيو وديسمبر 1992 خدم كراييشنيك أيضا كعضو في الرئاسة الموسعة لجمهورية صرب البوسنة. بعد حرب البوسنة والهرسك تم انتخابه عضو صربي في الرئاسة الثلاثية لمجلس رئاسة البوسنة والهرسك في انتخابات سبتمبر 1996 وخدم في هذا المنصب من أكتوبر 1996 حتى أكتوبر 1998. خسر محاولته لإعادة انتخابه في عام 1998 أمام زيفكو راديسيتش.
في عام 2006 أدين كراييشنيك بارتكاب جرائم ضد الإنسانية خلال حرب البوسنة والهرسك (1992-1995) من قبل المحكمة الجنائية الدولية ليوغوسلافيا السابقة وحكم عليه بالسجن لمدة 20 عام. وفي وقت لاحق أُفرج عنه مبكرا في 1 سبتمبر 2013 وأُعيد إلى جمهورية صرب البوسنة. توفي كراييشنيك في 15 سبتمبر 2020 في بانيا لوكا نتيجة المضاعفات الناجمة عن فيروس كورونا.

## النشأة
وُلد كراييشنيك وهو من أصل صربي في زابريتش وهي قرية بالقرب من سراييفو في وسط البوسنة والهرسك.

## التطورات السياسية في البوسنة التي أدت إلى الحرب
في 15 أكتوبر 1991 أصدر برلمان جمهورية البوسنة والهرسك قرار بشأن سيادة البوسنة والهرسك على الرغم من المعارضة القوية من نواب صرب البوسنة والهرسك. بعد عشرة أيام شكل الحزب الديمقراطي الصربي برلمان صرب البوسنة والهرسك برئاسة مومتشيلو كراييشنيك. بدأ برلمان صرب البوسنة والهرسك في إنشاء هياكل حكومية موازية.

## المشاركة في مفاوضات دايتون
شارك كراييشنيك في المفاوضات التي أدت إلى اتفاقية دايتون. حصل على لقب «السيد لا» لموقفه المتصلب أثناء المفاوضات. حول تلك الفترة أشار ريتشارد هولبروك في مذكراته:

## لائحة الاتهام من قبل المحكمة الجنائية الدولية ليوغوسلافيا السابقة والاعتقال

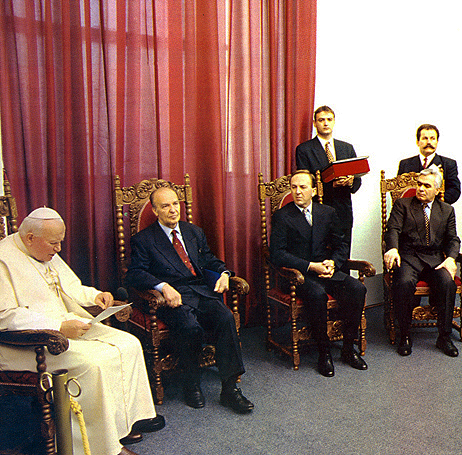
كراييشنيك (يجلس في أقصى اليمين) إلى جانب (من اليسار إلى اليمين) البابا يوحنا بولس الثاني وعلي عزت بيغوفيتش وكريسيمير زوباك (جلوسا) في عام 1997.

وجهت المحكمة الجنائية الدولية ليوغوسلافيا السابقة لائحة اتهام إلى كراييشنيك بتهم مختلفة بارتكاب جرائم ضد الإنسانية - وهي الإبادة والتصفية والاضطهاد والترحيل والنقل القسري والقتل كجريمة حرب والإبادة الجماعية - فيما يتعلق بالأفعال التي ارتكبها قوات صرب البوسنة والهرسك في عام 1992 في البوسنة والهرسك. تم تعقبه من قبل المخابرات الفرنسية الخاصة فوج التنين المظلي الثالث عشر. تم القبض عليه في 3 أبريل 2000 في بالي من قبل قوة العمليات الخاصة الفرنسية كوماندوز هوبيرت التي كانت جزء من قوة تحقيق الاستقرار.

## إدانة من قبل المحكمة الجنائية الدولية ليوغوسلافيا السابقة
في 27 سبتمبر 2006 أُدين كراييشنيك بالجرائم التالية ضد الإنسانية: الإبادة والقتل والاضطهاد والترحيل والتهجير القسري. تمت تبرئته من تهم القتل العمد كجريمة حرب والإبادة الجماعية والتواطؤ في الإبادة الجماعية. وحُكم عليه بالسجن 27 سنة.
وجد قضاة المحكمة الجنائية الدولية ليوغوسلافيا السابقة أن كراييشنيك كان جزء من مشروع إجرامي مشترك نفذ الإبادة والقتل والاضطهاد والترحيل لغير الصرب خلال حرب البوسنة والهرسك بين عامي 1992 و1995.
لاحظ القاضي ألفونس أوري أن «دور كراييشنيك في ارتكاب الجرائم كان حاسم... ومنحته مناصبه داخل قيادة صرب البوسنة والهرسك سلطة تيسير قيام الجيش والشرطة والجماعات شبه العسكرية بتنفيذ هدف المشروع الإجرامي المشترك». وأشار إلى أن «السيد كراييشنيك... وافق على أن الثمن الباهظ للمعاناة والموت والدمار كان ضروري لتحقيق الهيمنة الصربية».
تمت تبرئة كراييشنيك من جريمة الإبادة الجماعية أو التواطؤ في الإبادة الجماعية على أساس أن المحكمة لم تجد أي دليل على نية الإبادة الجماعية من جانبه لتدمير المجتمعات العرقية أو الدينية كليا أو جزئيا. قوبل هذا القرار بالغضب من قبل ممثلي ضحايا الجرائم التي أُدين كراييشنيك بارتكابها ووجدوا صعوبة في قبول تبرئته من تهمة الإبادة الجماعية. وعلقت بكيرة هسيتشيتش من جمعية النساء ضحايا الحرب وهي منظمة تناضل من أجل مقاضاة المسؤولين عن استخدام الاغتصاب كسلاح حرب كان سمة من سمات حملة التطهير العرقي قائلة: «الحكم ضربة كبيرة إلى العدالة. إنها إهانة للضحايا».
في 17 مارس 2009 تم إسقاط تهم القتل والإبادة وتم تخفيف العقوبة إلى 20 عام. بينما وجد قضاة المحكمة الجنائية الدولية ليوغوسلافيا السابقة أنه على الرغم من وجود أدلة على أن الجرائم التي ارتكبت في البوسنة والهرسك تشكل فعل إجرامي للإبادة الجماعية إلا أنهم لم يثبتوا أن المتهم كان لديه نية الإبادة الجماعية أو كان جزء من مشروع إجرامي كان له مثل هذه النية (نية الرجال).
وفقا لإدينا بيتيرفيتش حذر القائد العسكري لصرب البوسنة والهرسك الفريق راتكو ملاديتش كلا من كراييشنيك ورادوفان كاراديتش المتهم أيضا بتهم الإبادة الجماعية من أن «خططهم» لا يمكن ارتكابها دون ارتكاب إبادة جماعية:

## الحبس والإفراج
في عام 2009 نُقل كراييشنيك إلى المملكة المتحدة بموجب اتفاقيات الإنفاذ المبرمة بين المملكة المتحدة والمحكمة الجنائية الدولية ليوغوسلافيا السابقة ليقضي عقوبته في سجن إتش إم بيلمارش. في عام 2010 بعد عام واحد في السجن قدم طلب للإفراج المبكر والذي تم رفضه حيث إن المحكمة الجنائية الدولية ليوغوسلافيا السابقة لا تنظر في الإفراج المبكر إلا بعد قضاء ثلثي العقوبة الأصلية على عكس المملكة المتحدة حيث يوجد غالبا ما يتم النظر إليه بعد قضاء نصف مدة العقوبة فقط.
في عام 2011 تم تقديم طلب آخر للإفراج المبكر وفقا لشقيق كراييشنيك ميركو ردا على مبادرة الحكومة البريطانية. قال كراييشنيك إن المحكمة الجنائية الدولية ليوغوسلافيا السابقة قد تلقت اقتراح من وزارة العدل في المملكة المتحدة بأن يتقدم مومتشيلو كراييشنيك بصفته شخص يقضي عقوبة في المملكة المتحدة بطلب لإطلاق سراحه قبل الأوان بناء على حقيقة أنه قضى نصف مدة عقوبته. كان في ذلك الوقت في السجن في لاهاي ثم في المملكة المتحدة منذ 3 أبريل 2000.
في 1 سبتمبر 2013 أُطلق سراحه من السجن وعاد إلى جمهورية صرب البوسنة بعد أن منحه رئيس المحكمة الجنائية الدولية ليوغوسلافيا السابقة ثيودور ميرون الإفراج المبكر بعد أن قضى ثلثي مدة عقوبته البالغة 20 عام. بعد وصوله إلى بانيا لوكا نقلته مروحية حكومية إلى منزله إلى معقله في زمن الحرب في بالي حيث رحب به الآلاف في الوطن. وصل أنصاره بالحافلة من جميع أنحاء جمهورية صرب البوسنة وكانت قوافل السيارات في شوارع بالي حيث كان الناس يلوحون بالأعلام الصربية ويطلقون الأبواق ويتوقفون في الساحة الرئيسية حيث يتم عزف الأغاني القومية الصربية. ثم قال للصحفيين: «إنه مثل الحلم. ليس لديكم فكرة كم هي جميلة هذه البلاد». وأضاف أنه فوجئ بالترحيب به حيث «أنا مجرم حرب بعد كل شيء».

## الوفاة
في 29 أغسطس 2020 تم نقل كراييشنيك إلى مستشفى بانيا لوكا بعد التأكد من إصابته بفيروس كورونا وسط جائحة كورونا في البوسنة والهرسك. في اليوم التالي 30 أغسطس ساءت حالته ووُضع على جهاز التنفس الصناعي لمساعدته على التنفس. توفي كراييشنيك في 15 سبتمبر 2020 في بانيا لوكا نتيجة المضاعفات الناجمة عن فيروس كورونا.